# Inocybe haemacta
Inocybe rouge et vert
Espèce
Inocybe haemacta, l'Inocybe rouge et vert, est une espèce européenne de champignons du genre Inocybe.

## Description
Chapeau de couleur : Brun-vert, Stipe bleu vert à la base. Odeur d'urine, de crottin de cheval

## Biochimie
Inocybe haemacta contient de la psilocybine, de la psilocine et de la baeocystine.[réf. nécessaire]